# 安莫尔
安莫尔（英語：Anmore）是加拿大卑诗省大温地区印第安峡湾畔的一个村庄，与高贵林市、高贵林港、满地宝和贝卡拉一起统称为三联市。

## 历史
安莫尔的名字来自于一名当地人兰开斯特（F.J. Lancaster），他用他妻子的名字安妮（Annie）和他女儿的名字莱昂诺（Leonore）合到一起，取名Annore，后来演变成Anmore

## 人口
安莫尔2016年的人口普查为2,210人。

## 名人
残疾滑雪运动员马特·哈拉特在安莫尔长大，他参加了2010年冬季残奥会。